# Алісія Дебнем-Кері
Алісія Жасмін Дебнем-Кері (англ. Alycia Debnam-Carey, нар. 20 липня 1993, Сідней, Новий Південний Уельс, Австралія) — австралійська акторка. Вона найбільш відома своїми ролями Лекси в антиутопічному науково-фантастичному серіалі «Сотня» (2014—2020) та Алісії Кларк у драматичному серіалі жахів «Бійтеся ходячих мерців» (2015—2022). Вона дебютувала в кіно в 2003 році в австралійській короткометражній драмі Рейчел Ворд «Нове пальто Марти», а в повнометражному кіно дебютувала в американському фільмі-катастрофі «Назустріч шторму» (2014).

## Біографія
Народилася 20 липня 1993 року в Сіднеї, Новий Південний Уельс, Австралія. Її мати, Леоне Кері, працювала сценаристом дитячого телебачення, а батько був музикантом. У дитинстві Дебнем-Кері та її брат допомагали матері розігрувати фрагменти програм, які вона написала. Дебнам-Кері почала грати у вісім років, а також вивчала класичну перкусію протягом десяти років. Вона відвідувала середню школу сценічних мистецтв Ньютауна, де була перкусіоністкою. У 2010 році в партнерстві з Берлінською філармонією, Дебнам-Кері та близько 40 інших музикантів склали твір у рамках двотижневої програми та виконали його в Сіднейському оперному театрі. В останній рік навчання уряд штату Нового Південного Уельсу зарахував її як видатну успішність за досягнення у шістьох курсах сертифікату вищої школи, включаючи англійську для поглибленого рівня, драму, сучасну історію, музику та візуальні програми, мистецтво. Вона отримала премію Premier's Award за отримання оцінки 90+ у понад 10 одиницях, а також номінацію OnStage за досягнення в драмі та номінацію HSC Encore за досягнення в музиці.
Закінчивши Ньютаун у 2011 році, вона майже відвідувала Сіднейська консерваторія музики, але вирішила, що хоче продовжити акторську майстерність.

## Кар'єра
Алісія Дебнем-Кері дебютувала в кіно у віці десяти років у короткометражному фільмі «Нове пальто Марти» (англ. Martha's New Coat) зрежисованим Рейчел Ворд. 
В останньому класі середньої школи вирішила поїхати до США, щоб продовжити акторську кар'єру. Після двох тижнів у Лос-Анджелесі пройшла прослуховування на роль молодої Керрі Бредшоу для серіалу «Щоденники Керрі» телеканалу CW, але телеканал сказав, що вона виглядає занадто молодою для цієї ролі. Пізніше отримала пропозицію знятись у головній ролі в трилері «Рука диявола». Перебуваючи в Лос-Анджелесі, Алісія стала фіналісткою конкурсу на отримання стипендії імені Гіта Леджера в листопаді 2012 року.
У 2014 році зіграла роль другого плану в американському фільмі-катастрофі «Назустріч шторму». Проривною роллю для Алісії стала роль Лекси у другому сезоні антиутопічного серіалу «Сотня» на каналі CW. 1 грудня 2014 року були оголошені чотири головні ролі серіалу «Бійтеся ходячих мерців» від AMC, серед яких Дебнем-Кері отримала роль Алісії Кларк.  На Комік-коні в Сан-Дієго в липні 2015 року шоураннер «Сотні» Джейсон Ротенберг оголосив, що Алісія повернеться в третьому сезоні. Згодом AMC погодився на два блоки графіків зйомок для неї, щоб вона знялася в обох серіалах.
Прем'єра «Бійтеся ходячих мерців» відбулася 23 серпня 2015 року. 24 серпня Дебнем-Кері вперше з'явилася на ток-шоу «Джиммі Кіммел наживо!», просуваючи серіал. У грудні журнал The Wrap назвав Алісію однією з 15 найяскравіших телезірок 2015 року за серіали «Сотня» та «Бійтеся ходячих мерців». 
У 2017 і 2018 роках була номінована на премію «Сатурн» за найкращу роль молодого актора в за роботу у телесеріалі «Бійтеся ходячих мерців». У 2020 році з'явилася у фіналі серіалу «Сотня», зобразивши істоту, відому як суддя, яка прийняла форму Лекси для спілкування.
У липні 2021 року було оголошено, що Дебнем-Кері дебютує як режисерка у 2022 році в епізоді сьомого сезону «Бійтеся ходячих мерців». Вона зняла одинадцятий епізод сезону, «Офелія». Згодом Алісія сказала, що завжди цікавилася режисурою, ще відтоді, як відвідувала кіноклас у школі, де зняла короткометражний фільм. У травні 2022 року вона оголосила, що епізод сьомого сезону «Аміна» став її фінальною роботою в серіалі.
В 2021 році з'явилась у мінісеріалі «Втрачені квіти Еліс Гарт», знявшись разом із Сігурні Вівер. Серіал був номінований на 12 премій AACTA, в тому числі в номінації «Найкраща жіноча роль другого плану» для Дебнем-Кері. 7 листопада 2023 року стала першою в історії австралійською амбасадоркою Dior.

## Фільмографія
| Рік       |    | Українська назва          | Оригінальна назва              | Роль             |
| --------- | -- | ------------------------- | ------------------------------ | ---------------- |
| 2003      | ф  | Нове пальто Марти         | Martha's New Coat              | Елсі             |
| 2006      | кф | Безпечний будинок         | The Safe House                 | Лі               |
| 2006      | с  | Дочки маклеода            | McLeod's Daughters             | Хлоя Сандерсон   |
| 2008      | кф |                           | Jigsaw Girl                    | Кейтлін          |
| 2008      | тф | Життя мрії                | Dream Life                     | Кессі            |
| 2010      | с  | Танцювальна академія      | Dance Academy                  | Міа              |
| 2010      | кф | Татуювальник              | At the Tattooist               | Джейн            |
| 2011      | кф | Відділення                | The Branch                     | Аніка            |
| 2013      | с  | Наступна зупинка голлівуд | Next Stop Hollywood            | Грає саму себе   |
| 2014      | ф  | Назустріч шторму          | Into the Storm                 | Кейтлін Джонсон  |
| 2014      | ф  | Рука диявола              | The Devil's Hand               | Мері             |
| 2014—2020 | с  | Сотня                     | The 100                        | Лекса            |
| 2015—2023 | с  | Бійтеся ходячих мерців    | Fear the Walking Dead          | Алісія Кларк     |
| 2019      | ф  | Запит в друзі             | Friend Request                 | Лора Вудсон      |
| 2019      | ф  | Насильницьке розставання  | A Violent Separation           | Френсіс Кемпбелл |
| 2023      | с  | Святий X                  | Saint X                        | Емілі Томас      |
| 2023      | с  | Втрачені квіти Еліс Гарт  | The Lost Flowers of Alice Hart | Еліс Гарт        |
| 2024      | ф  | Хто ти всередині          | It’s What’s Inside             | Ніккі            |
| 2025      | с  | Яблучний оцет             | Apple Cider Vinegar            | Мілла Блейк      |